# Алдея-ди-Накомба
Алдея-ди-Накомба (порт. Aldeia de Nacomba)  —  район (фрегезия) в Португалии,  входит в округ Визеу. Является составной частью муниципалитета  Моимента-да-Бейра. Находится в составе крупной городской агломерации Большое Визеу. По старому административному делению входил в провинцию Бейра-Алта. Входит в экономико-статистический  субрегион Доуру, который входит в Северный регион. Население составляет 149 человек на 2001 год. Занимает площадь 6,80 км².